# 静岡瀬名テレビ中継局
静岡瀬名テレビ中継局（しずおかせなテレビちゅうけいきょく）は、静岡県静岡市葵区にかつて存在したテレビ中継局。アナログ放送に限れば、日本平テレビ・FM放送所から最も近いテレビ中継局であった。地上波アナログ放送のみで、地上デジタル放送は日本平デジタルタワーの受信エリアとなっている。このため、2011年7月24日のアナログ放送終了と同時に廃止された。

## 送信施設概要
| 放送局名            | チャンネル | 空中線電力        | ERP                 | 放送対象地域 | 放送区域 内世帯数 | 放送終了日    |
| NHK静岡 総合        | 37ch       | 映像1W/ 音声250mW | 映像3.4W/ 音声850mW | 静岡県       | 不明              | 2011年7月24日 |
| NHK静岡 教育        | 39ch       | 映像1W/ 音声250mW | 映像3.4W/ 音声850mW | 全国         | 不明              | 2011年7月24日 |
| SDT 静岡第一テレビ  | 48ch       | 映像1W/ 音声250mW | 映像2.9W/ 音声720mW | 静岡県       | 不明              | 2011年7月24日 |
| SATV 静岡朝日テレビ | 50ch       | 映像1W/ 音声250mW | 映像2.9W/ 音声720mW | 静岡県       | 不明              | 2011年7月24日 |
| SUT テレビ静岡      | 52ch       | 映像1W/ 音声250mW | 映像2.9W/ 音声720mW | 静岡県       | 不明              | 2011年7月24日 |
| SBS 静岡放送        | 54ch       | 映像1W/ 音声250mW | 映像2.9W/ 音声720mW | 静岡県       | 不明              | 2011年7月24日 |

## 所在地
- 静岡市葵区南沼上字水梨（静岡市立西奈小学校西方高地）

## 放送エリア
- 静岡アナログ送信所からの電波が届きにくい静岡市葵区瀬名の一部などをカバーしていた。